# Highland Heights, Ohio
Highland Heights är en ort i Cuyahoga County i delstaten Ohio, USA.